# 何晓红
何晓红（1967年—），四川西充人，汉族，中华人民共和国政治人物、第十一届全国人民代表大会陕西地区代表。
毕业于西安外国语学院德法西语系法国语言文学专业，是中共党员。担任西安中旅法语导游员。2008年起担任全国人大代表。